# Боргустанская
Боргуста́нская — станица в составе Предгорного района (муниципального округа) Ставропольского края России.

## Этимология
Название населённого пункта предположительно образовано от скифских слов бор («жёлтый (серый)» и стан («стоянка»).
Встречаются также следующие варианты наименований: Богрустанская, Богустанская, Боргустанъ, Боргустан.

## География
Станица Боргустанская расположена на реке Бугунта, на высоте 950 м над уровнем моря.
Расстояние до краевого центра: 119 км.
Расстояние до районного центра: 28 км.
Площадь поселения составляет 235,90 км².

## История
Станица Боргустанская была основана 14 марта 1825 года, в 16 км от г. Кисловодска на берегу реки Подкумок у основания Рим-горы, для защиты кордонной линии от набегов недружественных тогда горцев. В 1847 году по просьбе жителей станица была перенесена на Боргустанский хребет, где располагалась приписанная к станице земля, где она и находится по настоящее время.
Входила в Пятигорский отдел Терской области.
До 16 марта 2020 года станица образовывала упразднённое сельское поселение станица Боргустанская.

## Население
| 1829  | 1844  | 1856  | 1858  | 1861  | 1865  | 1870  | 1882  | 1890  |
| ----- | ----- | ----- | ----- | ----- | ----- | ----- | ----- | ----- |
| 335   | ↘232  | ↗1399 | ↗1544 | ↘1334 | ↗1551 | ↗2079 | ↗3084 | ↗3358 |
| 1896  | 1911  | 1925  | 1926  | 1989  | 2002  | 2010  | 2012  | 2013  |
| ↗4924 | ↗6022 | ↗7405 | ↗8464 | ↘3925 | ↗4175 | ↘4013 | ↗4054 | ↗4074 |
| 2014  | 2015  | 2016  | 2017  | 2018  | 2019  | 2020  | 2021  |       |
| ↘4059 | ↘4031 | ↗4035 | ↘4022 | ↘3990 | ↗3994 | ↘3916 | ↗4028 |       |

По данным переписи 2002 года, в национальной структуре населения преобладают русские (92 %).

## Инфраструктура
- Дом культуры[26]
- Участковая больница — ул. Кооперативная,18.
- Районная детская библиотека — филиал № 4 — ул. Терская,14.

## Образование
- Детский сад № 19[27]
- Средняя общеобразовательная школа № 4[28]

## Русская православная церковь
- В станице расположена Церковь святого великомученика Георгия Победоносца. Относится к Кисловодскому благочинию Пятигорской и Черкесской епархии. Зарегистрирована 31 октября 2001 года.

## Кладбище
В Боргустанской находится общественное открытое кладбище площадью 37 тыс. м² (ул. Пушкина, 1а).

## Памятники
Памятники природы
В окрестностях села находятся два памятника природы — «Участки тиса в Боргустанском и Бекешевском лесничествах» (единственное место произрастания тиса ягодного на территории Ставропольского края) и «Пещерная стена».
Памятники истории
- Братская могила 545 бойцов и командиров 2-й Южно-Осетинской бригады, погибших в сентябре 1920 года, и воинов, погибших в годы Великой Отечественной войны. Сентябрь 1920, 1942—1943, 1968 года[31]
- Памятник В. И. Ленину. 1966 год[32]

Памятники археологии
Согласно Постановлению главы администрации Ставропольского края
| Название                                          | Временной период               | Место положение                                                                |
| ------------------------------------------------- | ------------------------------ | ------------------------------------------------------------------------------ |
| 810. Поселение «Боргустанское — 1»                | кон. II — нач. I тыс. до н. э. | 1,5 км восточнее станицы Боргустанская                                         |
| 811. Курган «Боргустанский — 2»                   | III — II тыс. до н. э.         | 4 км восточнее ст-цы Боргустанской, у дороги в город Ессентуки                 |
| 812. Курганная группа «Боргустанская — 1»         | III — II тыс. до н. э.         | 0,5 — 2 км восточнее ст-цы Боргустанской, по сторонам дороги в город Ессентуки |
| 813. Курганная группа «Боргустанское лесничество» | III — II тыс. до н. э.         | 6 — 7,5 км юго-западнее ст-цы Боргустанской, лесной массив                     |

## Люди, связанные со станицей
- Ветренко, Даниил Родионович (1882—1949) — русский офицер, участник белого движения, уроженец станицы